# Dornier Aerodyne
Le Dornier Aerodyne était un drone ADAV expérimental de type tail-sitter, conçu en Allemagne de l'Ouest au début des années 1970.

## Conception et développement
Conçu par le DrAlexander Lippisch à partir de 1967, l'Aerodyne — aussi désigné E-1 — fut ensuite développé et construit jusqu'en 1971 par Dornier pour le compte du Ministère fédéral de la Défense (BMVg). Lippisch faisait également partie de l'équipe chargée du développement. Le premier vol se déroula le 18 septembre 1972, mais le développement fut arrêté le 30 novembre 1972, après des essais de vol stationnaire et d'inclinaison réussis avec l'appareil. L'expérimentation fut arrêtée en raison d'un manque d'intérêt de la part de la Bundeswehr (l'armée allemande) qui préféra réaliser des études pour des hélicoptères plus classiques avec pilotes.

## Caractéristiques
Le principe de fonctionnement de l'Aerodyne était la production de poussée et de portance par une seule et même unité canalisant un flux d'air, c'est-à-dire par l'utilisation d'une soufflante carénée. Celle-ci est composée de deux hélices contrarotatives à 5 pales d'un diamètre de 1,1 m. Elle est entraînée par une turbomoteur MTU 6022 A-3 (en) de 375 ch (280 kW). Des volets à l'extrémité arrière du canal dérivent le flux d'air sortant, permettant la création de poussée, de portance ou une combinaison des deux. Cette solution technique permettait à l'Aerodyne d'être manœuvré et utilisé dans l'intégralité du domaine de vol entre le vol stationnaire et le vol en palier.
Pour le vol en palier, l'appareil était doté d'empennages conventionnels, qui lui procuraient un contrôle en tangage et roulis. L'appareil était sans pilote et dirigé depuis le sol par une télécommande. Il devait servir de drone de reconnaissance, pouvant être opéré depuis le sol ou les navires.